# Jean de Lycopolis
Ne doit pas être confondu avec Jean d'Égypte.

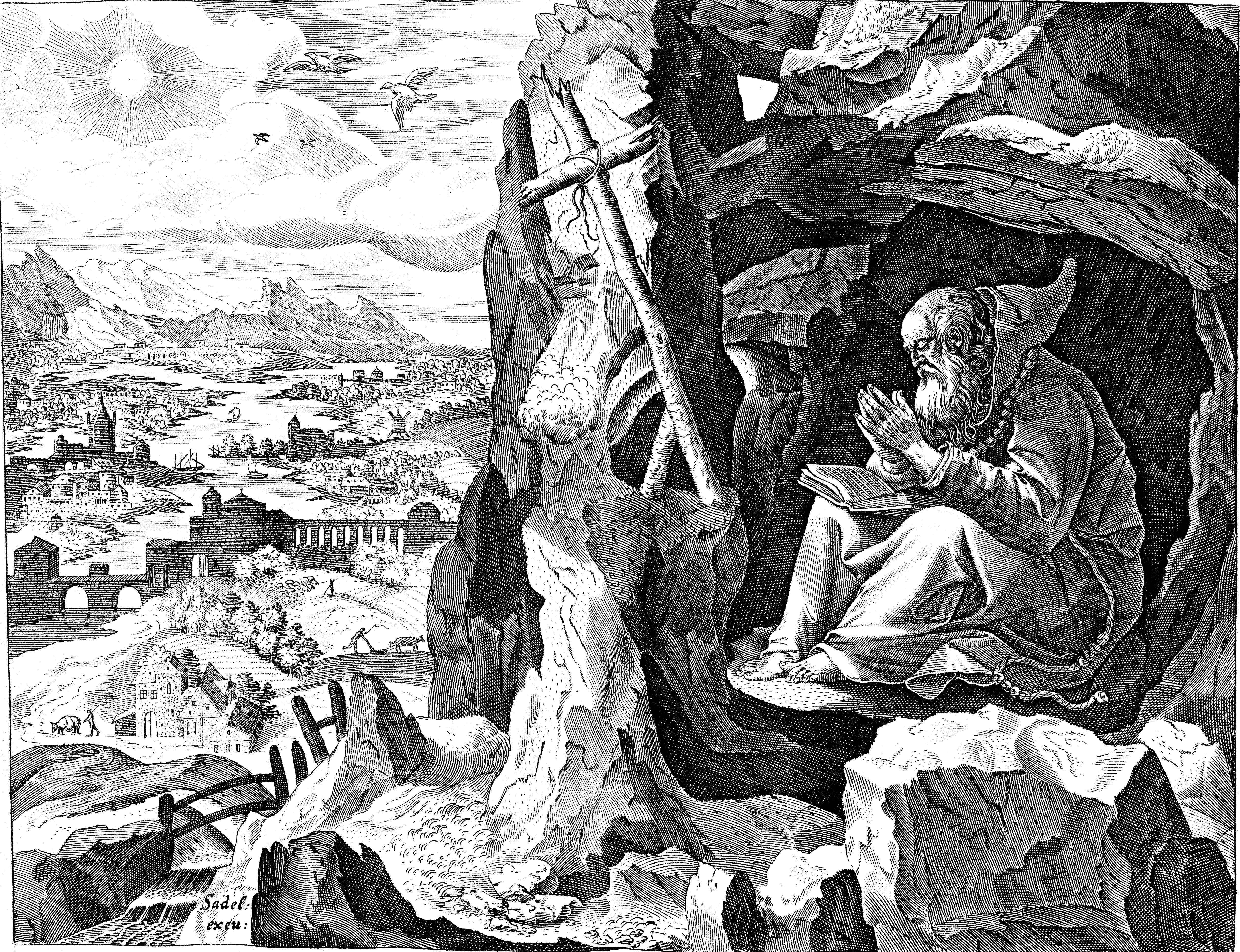
Saint Jean d’Égypte se retirant vivre dans une montagne, Lycopolis. Œuvre conçue par Maarten De Vos, gravée par Johannes Sadeler I (Jan Sadeler) et Raphael Sadeler I.

Jean de Lycopolis ou Jean d'Égypte, également connu sous le nom de Jean l'Ermite, Jean l'Anachorète, est un ermite brouteur de la Thébaïde (Haute-Égypte), né vers 305, mort fin 394 ou début 395. Il est considéré saint et fêté le 12 juin dans l'Église orthodoxe, et le 27 mars dans les Églises occidentales. Son obéissance devint célèbre et il reçut le don de prophétie.

## Biographie
Les deux principales sources à son sujet sont l'Historia monachorum in Ægypto, dont le premier (et le plus long, avec 65 paragraphes) des vingt-six chapitres lui est consacré, et l'Histoire lausiaque, où il est le sujet du chapitre 35, également l'un des plus longs de l'ouvrage. Selon ces récits, il aurait fait partie des ermites brouteurs.
Lycopolis est l'actuelle ville d'Assiout. Selon l’Histoire lausiaque, Jean avait appris dans sa jeunesse le métier de charpentier, tandis que son frère était teinturier ; à partir de l'âge de vingt-cinq ans, il avait appartenu à différents monastères. Selon l'Historia monachorum (qui raconte un voyage à travers l'Égypte effectué pendant l'hiver 394/395), Jean avait quatre-vingt-dix ans, dont quarante passés dans la réclusion. Palladios dit qu'au moment de sa visite Jean avait soixante-dix-huit ans, dont quarante-huit comme reclus et dix-huit avec le « don de prophétie ». 
Il était installé dans une grotte, strictement reclus, et communiquait avec l'extérieur par une petite fenêtre. Il ne recevait des visiteurs, seulement des hommes, que le samedi et le dimanche. Il lisait dans le cœur des hommes, connaissait toutes choses cachées, présentes ou à venir, annonçait les crues du Nil et les récoltes, devinait des détails de la vie de chacun. Il était aussi guérisseur, utilisant à cet effet de l'huile consacrée. Il a ainsi guéri une femme de la cécité, lui apparaissant ensuite en vision. Sa réputation, dans ses dernières années, était devenue très grande, s'étendant bien au-delà de la Thébaïde. Il parlait uniquement le copte, car Palladios communique avec lui par un truchement local appelé Théodore.
Les sept pèlerins de l'Historia monachorum ont droit à trois jours successifs d'entretiens. Le troisième jour, Jean leur annonce l'arrivée d'une lettre qui relate la victoire de l'empereur Théodose sur l'usurpateur Eugène (bataille de la rivière froide, 5-6 septembre 394). Selon Rufin d'Aquilée (Histoire ecclésiastique, II, 32), Jean avait prédit à Théodose cette victoire, et auparavant celle qu'il remporta sur Maxime. Sozomène (Histoire ecclésiastique, VII, 22) précise qu'avant de partir en campagne contre Eugène, Théodose avait envoyé l'eunuque Eutrope en Égypte pour consulter Jean sur la conduite à tenir, et l'ermite avait prédit que l'empereur serait vainqueur, que l'usurpateur serait tué, mais que Théodose mourrait ensuite en Italie. Prosper d'Aquitaine, dans sa Chronique, ajoute que Jean avait prédit la date exacte de la victoire. Les prophéties de l'ermite Jean pour Théodose sont aussi mentionnées par saint Augustin (De Civitate Dei, V, 26) et se retrouvent ensuite dans des chroniques du Moyen Âge.
Évagre le Pontique rendit également visite à Jean et évoque l'échange qu'ils eurent à plusieurs reprises dans son Antirrhetikos (2, 36 ; 5, 6 ; 6, 16 ; 7, 19). Les pères bollandistes Paul Peeters et Paul Devos, ont par ailleurs révélé toute une documentation d'origine copte sur ce personnage.
On lui a attribué un temps les écrits mystiques de « Jean le Solitaire », mais ce n'est plus d'actualité.